# ウラジーミル・ブルガーク
ウラジーミル・ボリソヴィチ・ブルガーク（ブルガク、ロシア語: Владимир Борисович Булгак, ラテン文字転写: Vladimir Borisovich Bulgak, 1941年5月9日 - ）は、ロシアの政治家。モスクワ出身。 
1963年モスクワ電気通信技術大学を卒業する。同年モスクワ市コムソモールにインストラクターとして勤務する。モスクワのコムソモールでは通信企業・組織部門の副書記、書記を歴任する。1968年から1982年までモスクワ市ラジオネットワーク（MGTS）に勤務し、主任技師や副チーフ・ディレクターを経て、MGTS所長。この間、1972年プレハーノフ名称国民経済大学を修了して技術学博士候補、経済学博士号の学位、教授号を取得する。1983年ソ連通信省計画・財務局長に任命される。1988年同省経済協力局長。1990年7月、ロシア連邦通信・コンピュータ技術・宇宙大臣となる。以後、1997年まで閣僚として入閣。1997年11月15日から1997年3月17日まで、ロシア連邦政府科学・高等技術担当副首相。4月30日から1998年9月25日まで、ロシア連邦科学技術大臣。1998年9月18日から1999年5月12日まで、産業・通信担当副首相。1999年7月から翌2000年6月まで、スヴャジンヴェスト社社長。1999年から2003年まで、コミンコ・コンベレーガ企業グループ取締役会議長。1999年5月から2003年、投資グループ「ナスト」取締役会議長。このほか、2000年まで「メッセンジャー・コミュニケーション・インターナショナル」編集長、2003年までテレコム社会長主任技術顧問など100以上の科学誌やなどの編集、出版に携わったり、公職に就いたりしている。
ガリーナ夫人との間に一女あり。